# 紅葉村 (臺東縣)
紅葉村 (臺東縣)位於臺東縣延平鄉，因溫泉、紅葉少棒隊、臺東蘇鐵而聞名。紅葉村東臨延平鄉桃源村，西以中央山脈為界與高雄市茂林區、屏東縣霧台鄉相隔，境內有鹿野溪流經，為延平鄉範圍最廣的聚落。聚居族群為布農族、漢人，主要產業為農業、觀光業。

## 歷史
紅葉村原名為Vakangan，因曾有一卑南族人Vakangan被殺，埋葬在此地而得名。:76
日治時期，日人為管理山地住民在鹿野溪沿線興建內本鹿越嶺道，沿線設立駐在所；1925年，日人在現紅葉村境內設立「溫泉駐在所」，因鹿野溪底有溫泉湧出而得名。此地亦為日人進入內本鹿的入口，而內本鹿主要為布農族居住的區域。因紅葉遍佈，日人於1934年將此地更名為「紅葉谷」。:162
由於內本鹿居民涉入大關山事件，:76-771938年，日人對內本鹿住民實施集團移住政策，該地居民被迫遷居至紅葉。:292-293
戰後，紅葉谷更名為「紅葉村」。林務局於1960-1961年間在紅葉村境內興建延平林道，從事造林、苗圃事業，開發林業資源，直至1994年結束。:294:15, 34 1968年，紅葉國小附設紅葉少棒隊在全國大賽中屢獲佳績，紅葉村因而有少棒發源地之稱。
2016年，莫蘭迪風災導致紅葉村境內發生大規模土石坍塌，共有30家戶受到損失；延平林道也因土石沖刷而中斷。
因風災後土石鬆動，水土保持局（今農村發展及水土保持署）將60多個家戶列為危險區，建議當地居民遷離。2018年，部分居民遷移至紅葉國小下方處永久屋居住。

## 交通
延平鄉紅葉村位於中央山脈東側，由鹿野溪各支流切割而成，因此紅葉村與其他聚落的交通仰賴橋樑與產業道路連接。
- 紅葉橋
- 松楓橋
- 紅谷橋
- 瓦岡橋
- 鄉道東36號公路
- 紅葉產業道路[3]:297-301

## 產業
主要作物為小米、水稻、花生雜糧等；1978年，因戰後保證收購政策，主要作物為玉米。:148

## 宗教
除傳統祭儀外，村內亦信仰天主教、基督教。

## 節慶
- 射耳祭[1]

## 公共設施

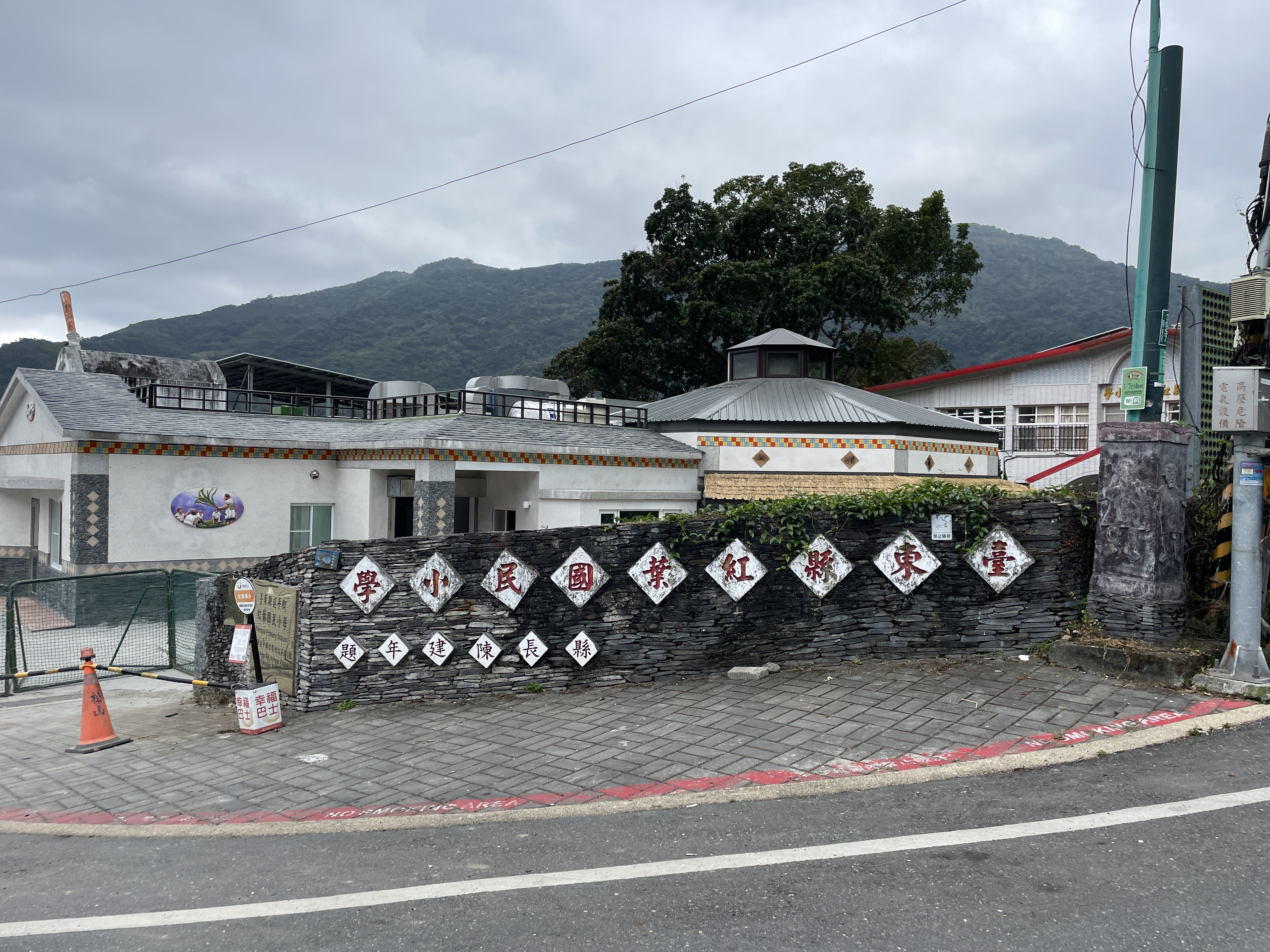
紅葉國小校門

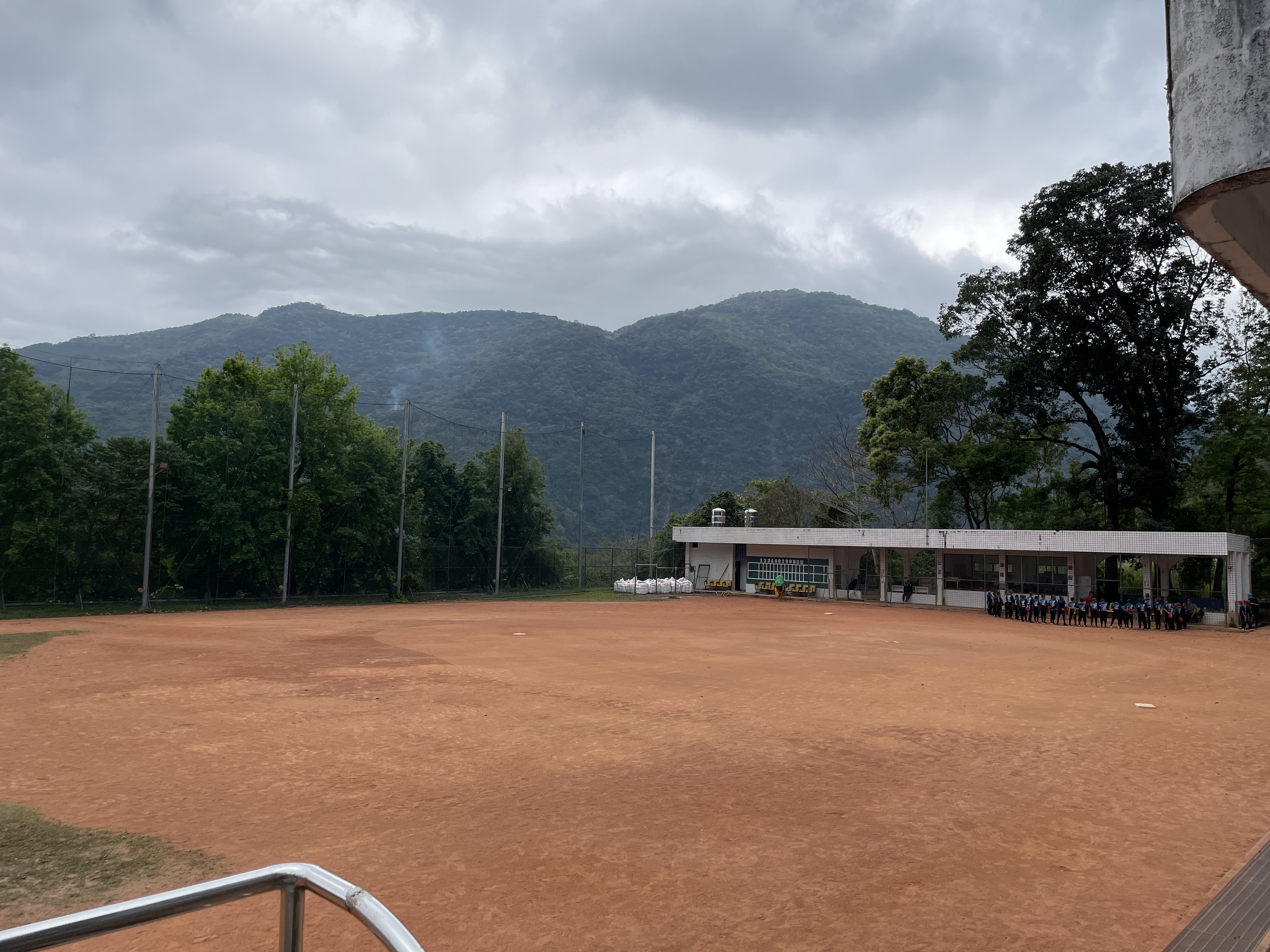
紅葉國小棒球場

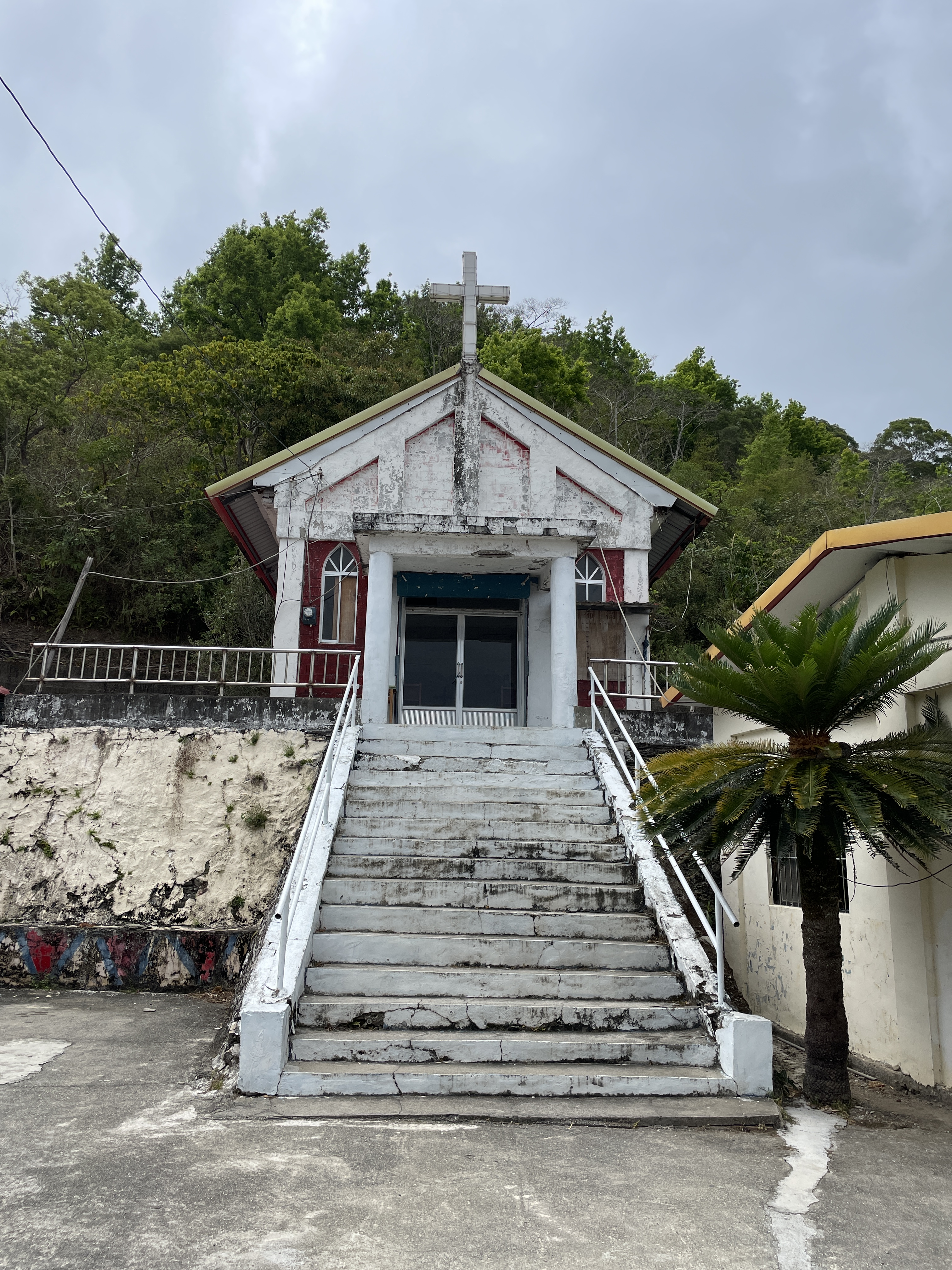
紅葉教會的正面

- 紅葉國民小學
- 紅葉部落文化健康站
- 紅葉村辦公室
- 基督教長老會紅葉教會
- 關山分局紅葉派出所
- 紅葉村衛生室紅葉國小校門紅葉國小棒球場

## 景點
- 紅葉少棒紀念館
- 紅葉谷綠能溫泉園區
- 台東紅葉村台東蘇鐵自然保留區
- 延平林道